# Aravah (judaïsme)

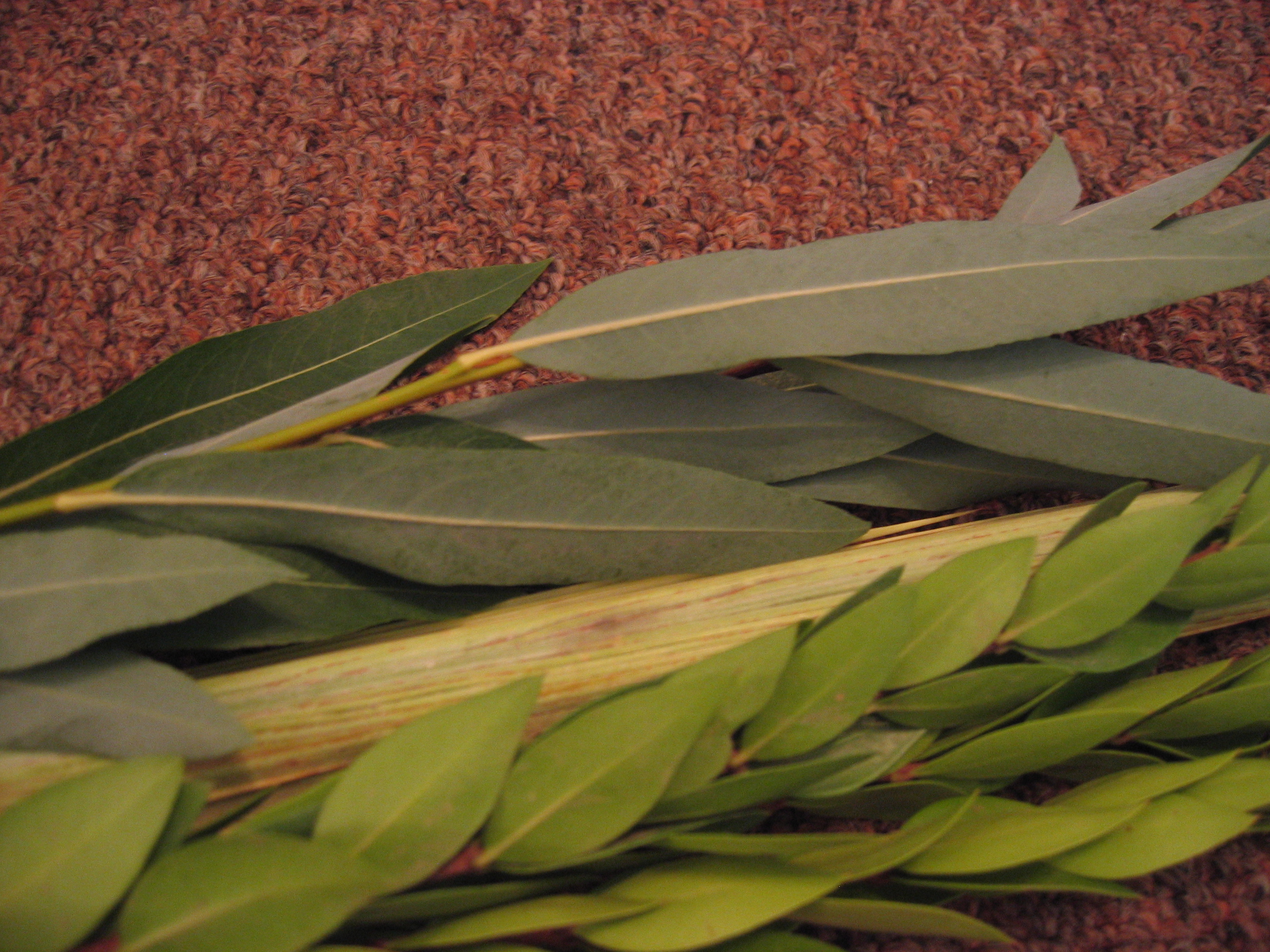
Les deux branches d'aravot des Quatre Espèces (à l'arrière), avec le loulav (au centre) et les branches de hadassim (à l'avant).

L'aravah (hébreu : ערבה, pl. aravot - hébreu : ערבות) est une branche feuillue du saule. Elle est l'une des quatre espèces (hébreu : ארבעת המינים, arba'ah minim) utilisées lors d'une cérémonie de balancement spéciale pendant la fête juive de Souccot. Les autres espèces sont le loulav (feuille de palmier), le hadass (myrte) et l'etrog (cédrat).
L'arbre de l'aravah pousse généralement au bord des rivières, bien qu'en Israël, il pousse à l'état sauvage dans de nombreux jardins. Les branches sont longues et garnies de feuilles longues et étroites. Comme cet arbre nécessite beaucoup d'eau pour croître, les branches coupées se dessèchent en deux ou trois jours. Pour les garder fraîches le plus longtemps possible pour la mitzvah des Quatre Espèces, elles sont conservées au réfrigérateur jusqu'à leur utilisation ou enveloppées dans une serviette humide.
Pendant chacun des sept jours de Souccot (à l'exception du Shabbat), deux branches d'aravah sont liées avec le loulav et le hadass. Avec l'etrog, ces Quatre Espèces sont ensuite agitées dans toutes les directions, ainsi que vers le haut et vers le bas, pour attester de la maîtrise de Dieu sur toute la création et pour exprimer symboliquement une prière pour des précipitations adéquates pour toute la végétation de la Terre dans l'année à venir.
Lors de l'office de prière du matin à la synagogue de Hoshana Rabba, après le balancement des Quatre Espèces, chaque fidèle prend en main un bouquet distinct contenant cinq branches d'aravah. Une série de versets liturgiques est lue, se terminant par "Kol mevasser, mevasser ve-omer" (Une voix apporte des nouvelles, apporte des nouvelles et dit) — exprimant l'espoir de la venue rapide du Messie. Ensuite, le bouquet de branches d'aravah est battu contre le sol jusqu'à ce que de nombreuses feuilles en tombent. Les raisons de cette coutume sont enracinées dans la Kabbale[réf. nécessaire]. Les aravot peuvent ensuite être jetées, utilisées avant Pessah pour brûler le Hametz, ou parfois placées dans l'eau pour faire pousser de nouveaux arbres d'aravot.

## La cérémonie de l'Aravah dans le Temple
Selon la Mishna, à l'époque du Temple de Jérusalem, des branches de saule étaient collectées à Motza, près de Jérusalem, et placées verticalement sur les côtés de l'Autel avec leurs sommets inclinés au-dessus de l'Autel chaque jour de Souccot. Le chophar était sonné, et les fidèles marchaient en procession en récitant des versets bibliques (comme cela se fait aujourd'hui dans le cadre de la cérémonie des Hachaanot pendant Souccot), accompagnés d'instruments de musique (sauf le shabbat). À l'époque du Temple, la Michna rapporte qu'après la cérémonie de l'Aravah à Hoshana Rabba, "les enfants jetaient leurs loulavim et mangeaient leurs etrogim (cédrats)."